# 訓子府駅

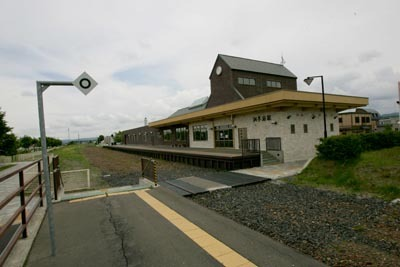
旧訓子府駅（2008年6月）

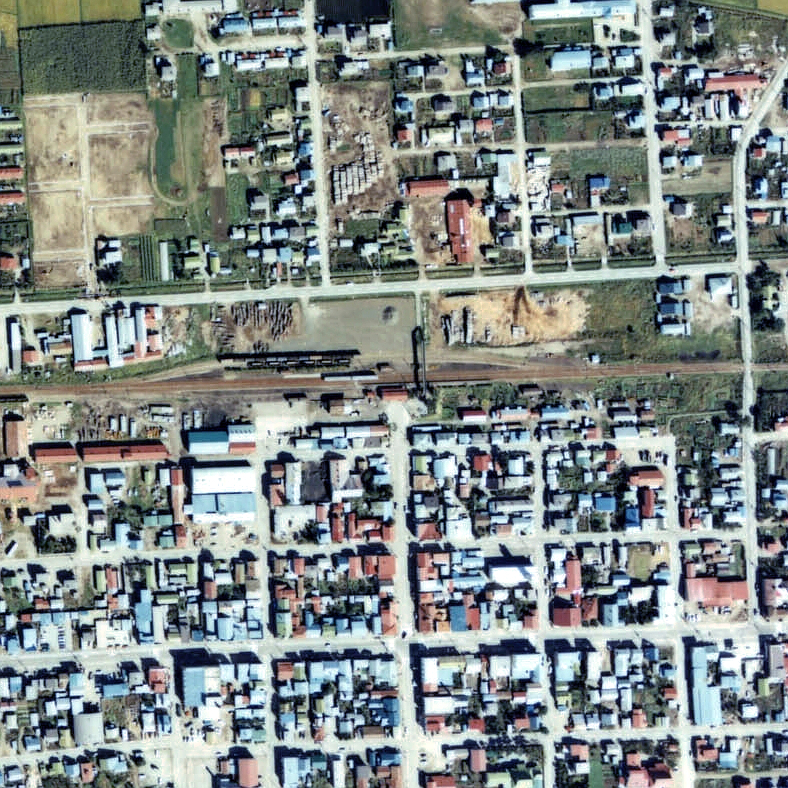
1977年、国鉄池北線時代の訓子府駅と周囲500 m範囲。右が北見方面。かつては木材や川砂利搬出が盛んな駅の一つであったが、駅裏のストックヤードは閑散としている。千鳥式の相対ホーム2面2線と駅裏側に2本の貨物線、駅舎横の池田側に貨物ホームと引込み線、そこから池田側にある木工場前へ引込み線が伸びる。駅舎横北見側すぐの所には駅裏への人道跨線橋（自由通路）があるが、1999年に撤去されている。

訓子府駅（くんねっぷえき）は、北海道常呂郡訓子府町大町にあった北海道ちほく高原鉄道ふるさと銀河線の駅（廃駅）である。国鉄・JR北海道池北線時代の電報略号はクネ。事務管理コードは▲120506。

## 歴史

### 年表
- 1911年（明治44年）
  - 9月25日：鉄道院網走線の淕別駅 - 野付牛駅延伸に伴い開業[4]。一般駅。
  - 11月18日：線名改称。池田 - 網走間を網走本線とする。
- 1916年（大正5年）頃：製軸工場から当駅まで専用軌道（馬引き）敷設[5]。
- 1932年（昭和7年）：駅舎改築[6]。
- 1949年（昭和24年）6月1日：公共企業体である日本国有鉄道に移管。
- 1961年（昭和36年）4月1日：網走本線のうち、池田 - 北見間を池北線に改称。同線所属となる。
- 1973年（昭和48年）：人道跨線橋設置。
- 1982年（昭和57年）3月29日：貨物取扱い廃止[1][7]。
- 1984年（昭和59年）2月1日：荷物取扱い廃止[1]。
- 1987年（昭和62年）4月1日：国鉄分割民営化により北海道旅客鉄道に継承[1]。
- 1989年（平成元年）6月4日：北海道ちほく高原鉄道に転換[1]。
- 1999年（平成11年）：人道跨線橋撤去。
- 2000年（平成12年）11月1日：駅舎改築。
- 2006年（平成18年）4月21日：ふるさと銀河線廃線により廃止。

### 駅名の由来
アイヌ語の「クンネプ」〔黒い・ところ（川）〕から。

## 駅構造
- 相対式ホーム2面2線の地上駅。

のりば
1番のりば…上り置戸・池田方面
2番のりば…下り上常呂・北見方面
備考
- 社員配置駅（駅長1名配置、ただし駅長不在のときは置戸駅から助勤で対応）、平日の日中のみ営業。廃止前1ヶ月程度の期間は土日祝も営業していた。改札業務はしなかった。
- 農業交流センター「くる・ネップ」との合築である。
- 代替運行する北海道北見バスの回数券・定期券発売は訓子府商工会で行うため、ふるさと銀河線の有人駅で唯一、代替バスの案内所にならなかった。
- 先代駅舎の出入口脇には円形の花壇が設置されていたが、これは当初小型の噴水で、その後夏季には金魚等を飼う水槽としても利用されていた。

## 駅周辺
訓子府町の中心駅。町の機能が集中している。
- 北海道道335号訓子府停車場線
- 北海道道50号北見置戸線
- 訓子府町役場
- 北見警察署訓子府駐在所
- 訓子府郵便局
- きたみらい農業協同組合（JAきたみらい）訓子府支店
- 北見信用金庫訓子府支店
- 北海道訓子府高等学校
- 訓子府町温水プール「KAPPA」
- 訓子府町図書館
- 訓子府温泉保養センター
- 常呂川
- 北海道北見バス「訓子府駅」停留所 - 代替バス運行開始による新設停留所。鉄道廃止前の路線バスは北海道道50号沿い「訓子府」停留所で扱っており、駅廃止と同時に「駅」停留所が設置された。

## 利用状況
乗車人員の推移は以下のとおり。年間の値のみ判明している年については、当該年度の日数で除した値を括弧書き1日平均欄に示す。
| 年度               | 乗車人員 | 乗車人員  | 出典   | 備考 |
| 年度               | 年間     | 1日平均   | 出典   | 備考 |
| ------------------ | -------- | --------- | ------ | ---- |
| 1916年（大正05年） | 33,010   | (90.4)    | [ 10 ] |      |
| 1936年（昭和11年） | 56,037   | (153.5)   | [ 10 ] |      |
| 1945年（昭和20年） | 128,311  | (351.5)   | [ 10 ] |      |
| 1948年（昭和23年） | 209,390  | (573.7)   | [ 10 ] |      |
| 1953年（昭和28年） | 230,708  | (632.1)   | [ 10 ] |      |
| 1963年（昭和38年） | 382,111  | (1,044.0) | [ 10 ] |      |
| 1973年（昭和48年） | 264,079  | 724       | [ 11 ] |      |
| 1974年（昭和49年） | 271,694  | 744       | [ 11 ] |      |
| 1975年（昭和50年） | 251,574  | 687       | [ 11 ] |      |
| 1976年（昭和51年） | 253,072  | 693       | [ 11 ] |      |
| 1977年（昭和52年） | 239,023  | 655       | [ 11 ] |      |
| 1978年（昭和53年） | 229,664  | 629       | [ 11 ] |      |
| 1979年（昭和54年） | 222,499  | 608       | [ 11 ] |      |
| 1980年（昭和55年） | 218,673  | 599       | [ 11 ] |      |
| 1981年（昭和56年） | 203,783  | 558       | [ 11 ] |      |
| 1982年（昭和57年） | 200,326  | 549       | [ 11 ] |      |
| 1983年（昭和58年） | 198,334  | 542       | [ 11 ] |      |
| 1984年（昭和59年） | 190,052  | 521       | [ 11 ] |      |
| 1985年（昭和60年） | 184,126  | 505       | [ 11 ] |      |
| 1986年（昭和61年） | 173,560  | 476       | [ 11 ] |      |
| 1987年（昭和62年） | 170,897  | 467       | [ 11 ] |      |
| 1988年（昭和63年） | 168,000  | 460       | [ 11 ] |      |
| 1989年（平成元年） | 217,245  | 595       | [ 11 ] |      |
| 1990年（平成02年） | 210,384  | 576       | [ 11 ] |      |
| 1991年（平成03年） | 207,740  | 569       | [ 11 ] |      |
| 1992年（平成04年） | 198,952  | 545       | [ 11 ] |      |
| 1993年（平成05年） | 188,045  | 515       | [ 11 ] |      |
| 1994年（平成06年） | 172,312  | 472       | [ 11 ] |      |
| 1995年（平成07年） | 158,674  | 435       | [ 11 ] |      |
| 1996年（平成08年） | 108,824  | (298.1)   | [ 11 ] |      |

## 駅跡
駅舎は引き続き農業交流センター「くる・ネップ」として利用されており1番ホームも残っているが、線路と2番ホームは撤去され公園とバスの転回場になっており、構内踏切跡は歩道に転用されている。

## 隣の駅
北海道ちほく高原鉄道
ふるさと銀河線
西富駅 - 訓子府駅 - 穂波駅